# Гладенька акула коричнева
Гладенька акула коричнева (Mustelus henlei) — акула з роду Гладенька акула родини Куницеві акули.

## Опис
Загальна довжина досягає 1 м, зазвичай — 70 см. Голова відносно велика. Морда витягнута, загострена. Очі великі, овальні, з мислительною перетинкою. За ними розташовані невеличкі бризкальця. Ніздрі мають носові клапани. Рот невеликий, сильно зігнутий. На верхній щелепі — 30-38 зубів, на нижній — 50-54. Розташовані у 3-4 рядки. Зуби дрібні, з 1 притупленою верхівкою. На верхній щелепі зуби мають нахил. У неї 5 пар зябрових щілин, дві останні пари розташовані над грудними плавцями. Тулуб подовжений, стрункий. Луска листоподібної форми, з 3-4 поздовжніми хребцями, що закінчуються зубчиками. Грудні плавці широкі, великі. Має 2 спинних плавця, з яких передній більше за задній. Передній розташовано позаду грудних плавців, задній починається перед анальним плавцем і закінчується навпроти його закінчення. Черевні плавці широкі. Анальний плавець маленький. Хвостовий плавець гетероцеркальний. Нижня лопать серпоподібна.
Забарвлення спини червоно-коричневе з бронзовим відливом (звідси походить її назва). Черево має майже білий колір.

## Спосіб життя
Тримається на глибинах до 200 м, зазвичай — від 100 м та глибше. Воліє до бухт, лиманів, заток, гирл річок з м'якими ґрунтами. Часто утворює значні групи. Доволі стійка до холодів, зустрічається в помірно-холодних водах. У зимові місяці уходить на більшу глибину або мігрує до теплих широт. Живиться крабами, креветками, кальмарами, ізоподами, багатощетинковими морськими червами, ланцентниками, а також дрібною костистою рибою (бичками, камбаловими, анчоусами). Найбільшими природними ворогами є широконоса семизяброва акула та паразити Pandaris bilocor, Perissopus oblongatus.
Статева зрілість настає при розмірах 51-63 см у віці 2-4 років. Це живородна акула. Вагітність триває близько 10 місяців. На мілині самиця народжує 3-5 акуленят завдовжки 20 см. Між вагітностями відсутня перерва, тому акула має високу репродуктивність.
Тривалість життя 14-15 років.
Є об'єктом промислового вилову, особливо біля Південної Америки. Цінуються перш за все плавці, м'ясо їстівне, проте не має високих смакових якостей. Часто тримається в акваріумах, оскільки добре переносять перебування у неволі.

## Розповсюдження
Мешкає в Тихому океані: від узбережжя штату Каліфорнія (США) до Мексики, включно з Каліфорнійською затокою. Інший ареалі охоплює акваторію Еквадору та Перу.